# عبد الله بكر
عبد الله بكر هو سياسي عراقي، ولد في الموصل عام 1907، وتوفي عام 2003.
عمل في مناصب مختلفة منها معلم في الموصل ثم موظف في حكومة نوري السعيد الأولى وموظف في وزارة الخارجية وقنصلا في مومباي وواشنطن وممثل العراق في الأمم المتحدة، وغيرها من المناصب الأخرى.
شغل منصب وزير خارجية العراق للفترة 17 أيلول 1953 إلى 8 آذار 1954، أي خلال فترة وزارة محمد فاضل الجمالي.
بعدها شغل منصب رئيس الديوان الملكي منذ 11 آذار 1954 حتى قيام ثورة 14 تموز 1958.

## المصادر

عبد الله بكر في واشنطن عام 1949